# Центар за културу „Драган Кецман” Кучево
| Центар за културу „Драган Кецман” Кучево |                                         |
|                                          |                                         |
| Оснивач                                  | Општина Кучево                          |
| Основана:                                | 1981.                                   |
| Седиште:                                 | Трг Вељка Дугошевића 30 · Кучево Србија |
| Директор:                                | Златан Забуковец                        |
| Веб презентација                         | ЦК „Драган Кецман” Кучево               |

Центар за културу „Драган Кецман” Кучево је јавна установа културе општине Кучево, основана 1981. године.
Установа је организатор Смотре изворног народног стваралаштва „Хомољски мотиви” и Meђународног фестивала телевизијског етнолошког филма – ФЕСТЕФ. Као посебне манифестације, из Смотре „Хомољски мотиви”, настали су Фестивал „Труба Мирослава Милета Матушића” и Ликовна изложба „Браничевска палета”.
Oд битнијих програма која се одржавају сваке године учествује у организацији или суорганизацији манифестација: Позоришне свечаност „Жанки у част“ у Раброву, Општинска смотра дечјег изворног стваралаштва, Такмичење села општине Кучево, Општинско такмичење рецитатора.
У редовне активности Центра убрајају се рад Фолклорног ансамбла, Аматерског позоришта, Дечјег хора „Иван и његови клинци” и Ликовног клуба. Негује се и издавачка делатност завичајних писаца и песника. Од 2011. године Центар за културу „Драган Кецман“ Кучево је оснивач и издавач билтена за информисање грађана Општине.
Током године Установа организује радионице, ликовне изложбе, књижевне вечери, концерте, трибине, позоришне представе и друге програме, како аматерских, тако и професиналних стваралаца.
Такође, простор Центра за културу користи се за свечаности, програме и активности других установа и организација.